# アステラス製薬
アステラス製薬株式会社（アステラスせいやく、英語: Astellas Pharma Inc.）は東京都中央区日本橋本町に本社を置く、日本の製薬会社である。2005年4月1日に山之内製薬と藤沢薬品工業が合併して発足した。日経平均株価およびTOPIX Large70、JPX日経インデックス400の構成銘柄の一つ。

## 概要
国内最大規模の営業体制と、両社の強みを融合した研究陣を擁し、2012年医薬品売上高順位で世界18位であり、武田薬品工業（同14位）・第一三共（同19位）・大塚ホールディングス（同20位）・エーザイ（同25位）とともに国内製薬メーカー大手5社の1つである。2014年10月6日には、医薬品2位のアステラス製薬が、首位の武田薬品工業を時価総額で追い抜いた。
旧山之内製薬から引き継いだ泌尿器領域の医薬（ハルナール・ベシケア）、旧藤沢薬品工業から引き継いだ免疫抑制剤（プログラフ）などを主力商品とする。
合併前の旧藤沢薬品工業が三和グループに属していて三水会およびみどり会の加盟企業だったことから、合併当初は引き続きいずれも加盟していたが、現在はいずれも離脱している。
2007年からはコミュニケーションスローガンとして、「明日は変えられる。」を制定している。
自社製品「セフゾン」にちなむ「ゾン太」「セフ美」というマスコットキャラクターが存在する。

### 社名・社章
社名の由来は「星」を表すラテン語「stella」、ギリシャ語「aster」、英語「stellar」などからの造語で、「先進の星」「大志の星」を表現し、さらに「明日を照らす」という意味を掛けている。
星をイメージしたデザインの社章は「フライングスター」と称し、山之内の「山」とフジサワの「フ」のリガチャー（合字）ともなっている。

## 沿革
- 2005年
  - 4月1日 - 山之内製薬と藤沢薬品工業が合併し、アステラス製薬株式会社に改称。併せて、山之内製薬・藤沢薬品工業のグループ会社の統合や業務移管による再編、社名変更を行った（なお、富山フジサワ株式会社〈後のアステラス富山株式会社〉と静岡フジサワ株式会社〈後のアステラス静岡株式会社〉の社名変更は同年10月1日に行われた）。
  - 5月16日 - 旧藤沢薬品工業から展開していた医療関連製品（研究用試薬・臨床検査用試薬）事業からの撤退を発表（臓器保存液「ビアスパン」の取り扱いは継続）。
  - 9月30日 - 医療関連製品事業撤退に伴い、研究用試薬の販売を製品毎に日本ベクトン・ディッキンソン社並びにアボットジャパン株式会社へそれぞれ移管。
- 2006年
  - 4月1日 - 原薬関連事業を分社化し、アステラスファーマケミカルズ株式会社を設立（2011年4月にアステラス富山株式会社と共にアステラス東海株式会社へ合併され、アステラス東海株式会社はアステラスファーマテック株式会社に商号変更）。
  - 4月13日 - ゼファーマ株式会社を第一三共株式会社に譲渡、医療用医薬品に特化（ゼファーマ株式会社は2007年4月1日に第一三共ヘルスケア株式会社へ吸収合併）。
- 2008年10月1日 - つくば研究センター（御幸が丘）新研究棟竣工。
- 2013年
  - 4月 - 本社を日本橋アステラス三井ビルディング（東京都中央区日本橋本町二丁目5番1号）へ移転。
  - 5月29日 - 世界最大の独立バイオテクノロジー企業であるアムジェン社との間で、日本国内における戦略的提携に関する契約を締結。
- 2022年4月1日 - アステラスファーマテック株式会社及びアステラスグリーンサプライ株式会社を吸収合併。

## 来歴

### アステラス製薬の誕生
1990年代から加速した海外製薬企業の大型合併劇に合わせ、日本でも製薬業界の再編の必要性は早くから叫ばれていた。各社が方向性を手探りする中、藤沢薬品工業の青木初夫社長（当時）と山之内製薬の竹中登一社長は互いを合併のメリットを引き出せるパートナーとして認め、交渉を進めてきた。アメリカに販路を持つ藤沢とヨーロッパに強い山之内、天然物からの創薬を得意とする藤沢と合成医薬に強みを持つ山之内の組み合わせは、重点地域や主力医薬品が重複しないこともあり早くから合併には最適という観測が成されていた。
まず2004年10月1日に山之内製薬と藤沢薬品工業の一般家庭向け医薬品事業を統合し、「ゼファーマ」として分社化した。さらに2005年4月1日には本体同士が合併、アステラス製薬として新たなスタートを切った。なお法人格上は山之内製薬を存続会社とする吸収合併の形態をとっているが、営業上はあくまで対等合併という建前をとり、社名も古いブランドを捨てて新しいブランドを名乗っている。
本社機能は山之内製薬の本社があったビル（東京都中央区日本橋本町二丁目3番11号）に置かれていたが、2013年に日本橋アステラス三井ビルディング（日本橋本町二丁目5番1号）に移転した。
もともと業界3位であった山之内と5位であった藤沢は、合併によって武田薬品に次ぐ2位に浮上した。初代社長には旧山之内の竹中登一が就任、旧藤沢の青木初夫は会長に納まった。2006年6月には新社長に藤沢出身の野木森雅郁が就任している。

### その後のM&A動向
国内製薬業界は3強（武田・第一三共・アステラス）を軸に再編されたが、3社ともファイザーなど世界のメガ・ファーマに比べればまだまだ規模は小さく（アステラスは世界業界20位）、さらなる再々編を予測する声もあり、今後の動向が注目されている。
さらに、主力医薬品の特許期限が切れることで大幅な減収が危惧される「2010年問題」に対処すべく、有望な新薬特許や技術を持つ海外の製薬企業を買収する動きも拡大しており、主力商品のプログラフとハルナールが相次いで特許期限切れを迎えたアステラスも積極的にM&Aを行っている。
2007年には抗体医薬の技術を持つアメリカのバイオベンチャー「アジェンシス（Agensys）社」を3億8700万ドルで買収した。
2009年1月には、同じくアメリカのバイオベンチャー「CVセラピューティクス（CV Therapeutics）社」に対して1株16ドル・総額約10億ドルの買収提案を行ったがCV社は拒否。アステラスは1株16ドルでTOBを強行し敵対的買収に乗り出す。しかし同年3月12日、アメリカの大手バイオ製薬企業であるギリアド・サイエンシズが、アステラスを上回る1株20ドル・総額約14億ドルを提示してCV社と友好的に合意（ホワイトナイト）。アステラスは3月16日付でTOBを中止、買収を断念した。
2010年1月には、がん領域に強みを持つ同じくアメリカのバイオ製薬企業「OSIファーマシューティカルズ社」に対して1株52ドル・総額約35億ドルの買収提案を行った。当初OSI社は提案を拒否、アステラスは同年3月から1株52ドルでTOBを強行するなど、一時は敵対的買収の様相を見せていた。しかし同年5月17日にアステラス側がTOB価格を1株57.5ドル（総額40億ドル）に引き上げたことで、両社は友好的買収で合意。同年6月8日のTOB成立、翌9日の略式合併により買収が完了した。
2019年12月3日、医療系スタートアップの米オーデンテス・セラピューティクス（カリフォルニア州）を約30億ドル（約3200億円）で買収すると発表した。

## 歴代社長
| 代 | 氏名       | 就任日 | 退任日 | 備考             |
| -- | ---------- | ------ | ------ | ---------------- |
| 初 | 竹中登一   | 2005年 | 2006年 | 旧山之内製薬社長 |
| 2  | 野木森雅郁 | 2006年 | 2011年 |                  |
| 3  | 畑中好彦   | 2011年 | 2018年 |                  |
| 4  | 安川健司   | 2018年 | 2023年 |                  |
| 5  | 岡村直樹   | 2023年 |        |                  |

## 事業所
（2012年10月1日現在）

### 本社
- 本社（本店）（東京都中央区）

### 事業所
- 蓮根事業所（東京都板橋区）-閉鎖、売却
- 清須事業所（愛知県清須市）-閉鎖、売却
- 加島事業所（大阪市淀川区） - 2016年3月閉鎖[8]

### 研究所
- 高萩合成研究センター（茨城県高萩市）
- つくば研究センター（茨城県つくば市御幸が丘）
- つくばバイオ研究センター（茨城県つくば市東光台）
- 焼津製剤研究センター（静岡県焼津市）

### 営業拠点
- 札幌支店
- 東北支店
- 関越支店
- 埼玉・千葉支店
- 東京支店
- 横浜支店
- 名古屋支店
- 京都支店
- 大阪支店
- 中国支店
- 四国支店
- 九州支店

### 工場
- 高萩技術センター（茨城県高萩市）
- 富山技術センター（富山県富山市）
- 焼津技術センター（静岡県焼津市）
- 高岡工場（富山県高岡市）-2025年度末に医薬品の生産終了[9]
- 西根工場（岩手県八幡平市）-シミックCMOに事業承継[10]
- 富士工場（静岡県富士市）[注釈 3]

## 関連会社
当社の発足に伴い、旧山之内製薬と旧藤沢薬品工業のグループ会社の商号変更並びに再編が行われ、その後も細かな統合などが行われている（日付の記載がない企業は当社の発足と同時に再編・商号変更、国内事業者はすべて株式会社である）。

### 国内
- アステラスビジネスサービス（人事総務設備部門）

藤沢ビジネスサービスを存続会社として、藤沢設備サービスを吸収合併し、旧山之内製薬の関連会社4社（山之内東京テクノビジネス・山之内筑波テクノビジネス・山之内ライフビジネス・山之内情報センター）の人事総務設備関連部門を継承。
- アステラス総合教育研究所（研修部門）

フジサワプログロースが山之内東京テクノビジネスの研修部門を継承し、アステラス人材開発サポートに商号変更。後に現在の社名に変更。
- アステラスリサーチテクノロジー（研究サポート部門）

藤沢テクニスが山之内東京テクノビジネスと山之内筑波テクノビジネスの研究サポート部門を継承し、アステラスリサーチサービスとなる。2007年10月に現在の社名に変更。
- アステラス営業サポート（営業サポート部門）

山之内情報センターを存続会社として、旧藤沢薬品の関連子会社2社（ビジネスフォース・診療新社）を吸収合併。
- ロータスエステート（不動産部門）
- アステラス分析科学研究所（分析部門）
- アステラス・アムジェン・バイオファーマ

2013年5月に当社とアムジェン社との戦略的提携に基づいて同年10月に事業を開始した当社とアムジェン社の協同によるバイオ医薬品の開発を行う合弁会社。

### 海外
米州地区
- アステラス US ホールディング Inc.（アメリカ合衆国）
- アステラス US LLC（アメリカ合衆国）
- アステラス ファーマ US, Inc.（アメリカ合衆国）
- アステラスファーマ グローバル ディベロップメント Inc.（アメリカ合衆国）
- アステラス US テクノロジーズ Inc.（アメリカ合衆国）
- アステラス ファーマ テクノロジーズ Inc.（アメリカ合衆国）
- アステラス リサーチ インスティチュート オブ アメリカ LLC（アメリカ合衆国）
- アステラス ベンチャー マネジメント LLC（アメリカ合衆国）
- アジェンシス Inc.（アメリカ合衆国）
- OSI ファーマシューティカルズ LLC（アメリカ合衆国）
- オーデンテス セラピューティクス Inc.（アメリカ合衆国）
- アステラス ファーマ カナダ Inc.（カナダ）
- アステラス ファーマ ブラジル Ltda.（ブラジル）

欧州地区
- アステラス B.V.（オランダ）
- アステラス ファーマ ヨーロッパ B.V.（オランダ）
- アステラス ファーマ ヨーロッパ Ltd.（イギリス）
- アステラス アイルランド Ltd.（アイルランド）
- アステラス ファーマ GmbH（ドイツ）
- アステラス ファーマ S.A.S（フランス）
- アステラス ファーマ S.A.（スペイン）

アジア・オセアニア地区
- アステラス製薬（中国）有限公司（中国）
- 香港アステラス製薬有限公司（香港）
- 韓国アステラス製薬株式会社（韓国）
- 台湾アステラス製薬股有限公司（台湾）
- アステラス ファーマ タイランド Co., Ltd.（タイ）
- アステラス ファーマ フィリピン Inc.（フィリピン）
- P.T. アステラス ファーマ インドネシア（インドネシア）
- アステラス ファーマ インディア Pvt,Ltd.（インド）
- アステラス ファーマ オーストラリア Pty Ltd.（オーストラリア）
- アステラス ファーマ シンガポール Pte. Ltd.（シンガポール）

### 過去のグループ企業
- アステラスメディカルケア（在宅医療関連部門）

藤沢ホームケアから商号変更。在宅医療関連業務を帝人ファーマに委託するため、2005年（平成17年）5月で解散。
- アステラスシステムズ（情報システム部門）

藤沢システムテクノロジーから商号変更。情報システム運用業務を富士通に委託するため、2006年（平成18年）3月で解散。
- FMS（医療ソリューションビジネス部門）

2006年1月にキヤノンシステムソリューションズ（現：キヤノンITソリューションズ）へ譲渡。2009年にキヤノンITSメディカルへ商号変更。
- ゼファーマ（一般用医薬品部門）

2006年4月に第一三共へ譲渡。2007年4月に同社の一般用医薬品事業を手掛ける第一三共ヘルスケアへ吸収合併される。
- アステラス保険サービス（保険代理店部門）

山之内ライフビジネスを存続会社として、藤沢ライフサポートを吸収合併。2007年（平成19年）1月に保険代理店事業を銀泉へ事業譲渡された為、同年4月で解散。
- ホシエヌ製薬（生産子会社）

2007年3月に長生堂製薬へ譲渡されたあと、2013年に田村薬品工業へ再譲渡され、2018年4月に同社へ吸収合併された。
- 藤沢サノフィ・アベンティス

サノフィ・アベンティス社（現在はサノフィ社）との合弁で設立された藤沢薬品側の合弁会社。2007年12月で合弁関係を解消。
- 山之内サノフィ・アベンティス製薬

前述の藤沢サノフィ・アベンティスと同じく、サノフィ・アベンティス社（現在はサノフィ社）との合弁で、こちらは1986年に設立された山之内製薬側の合弁会社である。2012年に主要商品が当社へ製造・販売を直接許諾して行う形態に変化し、取扱商品が無くなり役割を終えたことから解散。
- アステラスファーマテック（生産部門）

2011年4月にアステラス東海（元々は東北山之内製薬で、旧山之内製薬の2工場を継承の上、山之内東海ビジネスを吸収合併。さらに、2007年4月にはアステラス静岡（旧静岡フジサワ）とアステラスクリニカルサプライ（旧藤沢クリニカルサプライ）を吸収合併）を存続会社として、アステラスファーマケミカルズ（2006年4月に当社の原薬関連事業を新設分割により設立）とアステラス富山（旧富山フジサワ）を吸収合併し、商号変更。2022年4月にアステラス製薬本体へ吸収合併。

## 主な製品
- ゾスパタ - ギルテリチニブ：抗悪性腫瘍剤/FLT3阻害剤
- イクスタンジ - エンザルタミド：前立腺癌治療剤
- アクラシノン - アクラルビシン：抗腫瘍性抗生物質（製造販売：日本マイクロバイオファーマ）
- スーグラ - イプラグリフロジン：選択的SGLT2阻害剤/糖尿病治療剤（販売提携：寿製薬）
- スターシス - ナテグリニド：即効型インスリン分泌促進薬
- シムジア - セルトリズマブ ペゴル：TNFα阻害薬（製造販売元：ユーシービージャパン）
- スマイラフ - ペフィシチニブ：ヤヌスキナーゼ (JAK) 阻害剤
- ドルナー - ベラプロスト：プロスタサイクリン (PGI2) 誘導体製剤（製造販売元：東レ）
- ケアロード - ベラプロスト：プロスタサイクリン (PGI2) 誘導体徐放性製剤（製造販売元：東レ）
- オーファディン - ニチシノン：高チロシン血症I型治療剤
- ミルリーラ - ミルリノン：急性心不全治療剤（提携：Sanofi）
- シベノール - シベンゾリン：不整脈治療剤（製造販売元：トーアエイヨー）
- プログラフ - タクロリムス：免疫抑制剤
- グラセプター - タクロリムス：免疫抑制剤
- ダフクリア - フィダキソマイシン：クロストリジウム・ディフィシル感染症治療剤
- ファンガード - ミカファンギン：キャンディン系抗真菌剤
- ジェニナック - ガレノキサシン：キノロン系抗菌剤（製造販売元：富士フイルム富山化学、販売提携：大正製薬）
- ベシケア - ソリフェナシン：過活動膀胱治療剤
- ベタニス - ミラベグロン：選択的β3アドレナリン受容体作動性過活動膀胱治療剤
- ハルナール - タムスロシン：前立腺肥大症の排尿障害改善剤
- ガナトン - イトプリド：消化管運動賦活剤（製造販売：マイランEPD）
- コロネル - ポリカルボフィルカルシウム：過敏性腸症候群治療剤
- イリボー - ラモセトロン：下痢型過敏性腸症候群治療剤
- リンゼス - リナクロチド：グアニル酸シクラーゼC受容体アゴニスト（提携：Ironwood）
- レグナイト - ガバペンチン エナカルビル：レストレスレッグス症候群治療剤
- セロクエル - クエチアピン：抗精神病剤（提携：AstraZeneca UK）
- マイスリー - ゾルピデム：入眠剤（販売提携：サノフィ、提携：Sanofi）
- ジフラール - ジフロラゾン：外用合成副腎皮質ホルモン剤

### 他社へ移管された製品

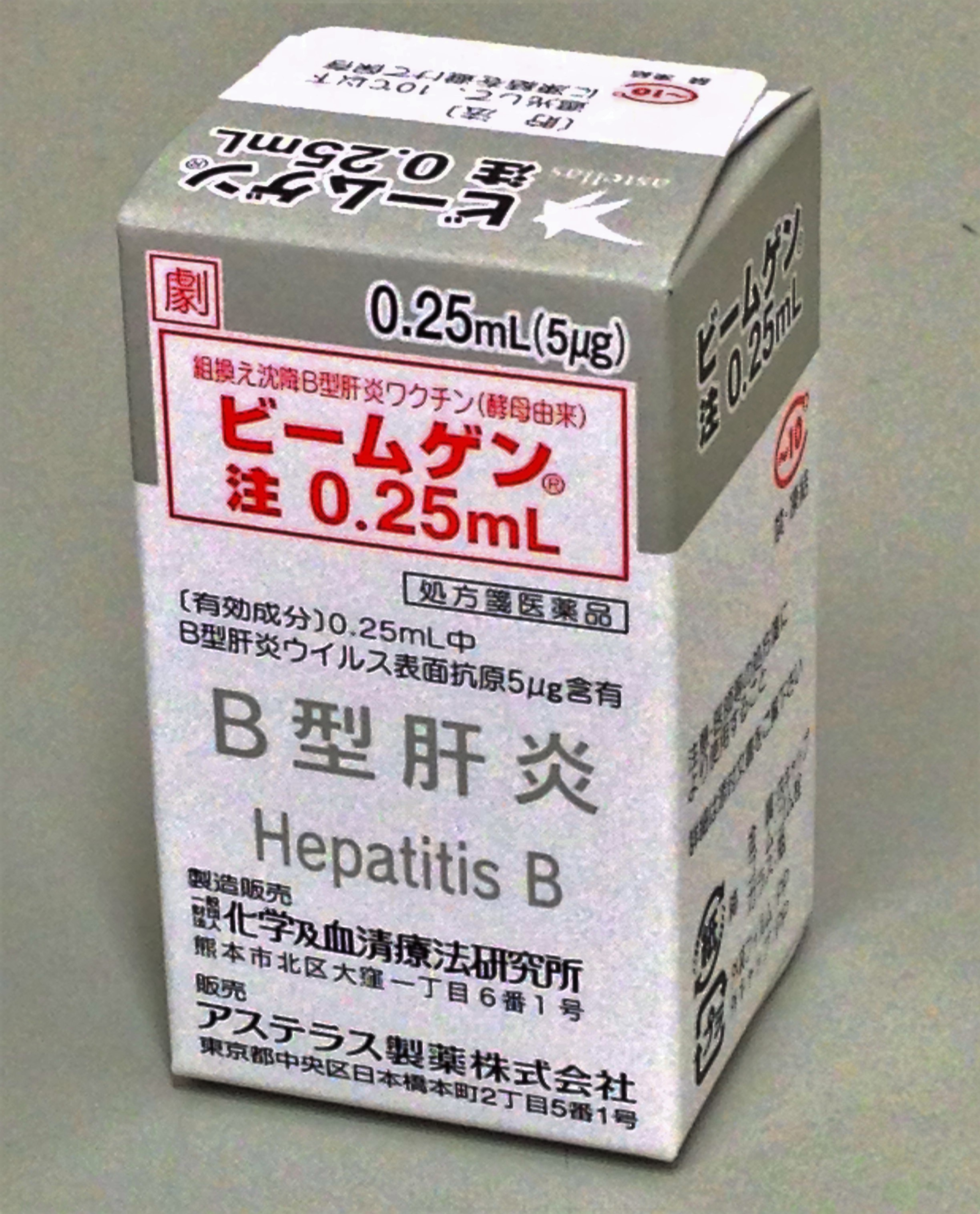
ビームゲン注0.25mL

販売契約期間の満了や旧藤沢薬品工業・旧山之内製薬から継続販売していた長期収載品の譲渡などにより、他社への移管が行われている。括弧内の日付は移管日である。
- 長生堂製薬へ移管
  - ヘルミチン - 痔疾・肛門部疾患治療剤（2005年10月1日、販売元：日本ジェネリック）
  - ハイアラージン - トルナフタート：水虫治療剤（2007年10月1日、販売元：日本ジェネリック）
  - トリモール - ピロヘプチン：パーキンソン症候群治療剤（2010年4月1日、販売元：日本ジェネリック）
  - タチオン - グルタチオン（2012年4月1日、販売元：日本ジェネリック）
  - セフスパン - セフィキシム：セフィム系抗生物質製剤（2012年4月1日、販売元：日本ジェネリック）
- サノフィ（旧サノフィ・アベンティス）へ移管
  - インタール - クロモグリク酸：食物アレルギー治療剤/喘息治療剤/アレルギー性結膜炎治療剤（2011年1月1日）
  - タゴシッド - テイコプラニン：グリコペプチド系抗生物質製剤（2012年1月1日）
- 丸石製薬へ移管
  - バランス - クロルジアゼポキシド：マイナートランキライザー（2011年10月1日）
  - ホリゾン - ジアゼパム：マイナートランキライザー（2012年10月1日）
  - ソセゴン - ペンタゾシン：鎮痛剤（2012年10月1日、提携：SANOFI）
  - ドルミカム - ミダゾラム：催眠鎮静剤（2019年4月1日）
- アッヴィ（旧アボット ジャパン）へ移管
  - ルボックス - フルボキサミン：選択的セロトニン再取り込み阻害剤（2012年4月1日）
- 三和化学研究所へ移管
  - セロシオン - プロパゲルマニウム：B型慢性肝炎治療剤（2012年10月1日）
- マルホへ移管
  - プロトピック - タクロリムス：アトピー性皮膚炎治療剤（2014年4月1日）[注釈 5]
- ヴィアトリス製薬へ移管
  - カデュエット - アムロジピン・アトルバスタチン：持続性Ca拮抗薬/HMG-CoA還元酵素阻害剤（2015年4月1日）[注釈 6]
  - セレコックス - セレコキシブ：非ステロイド性消炎・鎮痛剤/COX-2選択的阻害剤（2021年1月1日）
  - リピトール - アトルバスタチン：HMG-CoA還元酵素阻害剤（2021年8月1日）
- オーファンパシフィックへ移管
  - ソマゾン - メカセルミン：ヒト ソマトメジンC製剤（2015年4月1日）
  - ダントリウム - ダントロレン：痙性麻痺緩解剤/悪性高熱症治療剤/悪性症候群治療剤（2015年10月1日）
  - アストミン - ジメモルファン：鎮咳剤（2015年10月1日）
- LTLファーマへ移管
  - ニバジール - ニルバジピン：高血圧治療剤（2017年10月1日）
  - ソランタール - チアラミド：鎮痛・抗炎症剤（2017年10月1日）
  - ローガン - アモスラロール：血行動態改善型降圧剤（2017年10月1日）
  - セファメジン - セファゾリン：合成セファロスポリン製剤（2018年4月1日）
  - ロドピン - ゾテピン：統合失調症治療剤（2018年4月1日）
  - ノイロビタン - 混合ビタミン剤（2018年4月1日）
  - エミレース - ネモナプリド：抗精神病剤（2018年4月1日）
  - ガスター - ファモチジン：H2受容体拮抗薬（2018年10月1日）
  - ナゼア - ラモセトロン：5-HT3受容体拮抗型制吐剤（2018年10月1日）
  - ジョサマイシン - ジョサマイシン：マクロライド系抗生物質製剤（2018年10月1日）
  - ジョサマイ - ジョサマイシン：マクロライド系抗生物質製剤（2018年10月1日）
  - ヒポカ - バルニジピン：持効性Ca拮抗剤（2018年10月1日）
  - スポンゼル - ゼラチン：止血用ゼラチンスポンジ（2018年10月1日）
  - サワシリン - アモキシシリン：合成ペニシリン製剤（2019年4月1日）
  - セフゾン - セフジニル：経口用セフィル系製剤（2019年4月1日）
  - ペルジピン - ニカルジピン：Ca拮抗性降圧剤（2019年4月1日）
- サンドファーマ（旧アスペンジャパン）へ販売移管
  - アネキセート - フルマゼニル：ベンゾジアゼピン受容体拮抗剤（2019年1月1日、販売：サンド）
- Meiji Seikaファルマへ移管
  - クアトロバック - 沈降精製百日せきジフテリア破傷風不活化ポリオ（セービン株）混合ワクチン（2019年8月1日、製造販売元：KMバイオロジクス）
  - エンセバック - 乾燥細胞培養日本脳炎ワクチン（2019年8月1日、製造販売元：KMバイオロジクス）
  - ビームゲン - 組換え沈降B型肝炎ワクチン（2019年8月1日、製造販売元：KMバイオロジクス）
  - エイムゲン - 乾燥組織培養不活化A型肝炎ワクチン（2019年8月1日、製造販売元：KMバイオロジクス）
- アストラゼネカへ移管
  - シムビコート タービュヘイラー - ブデソニド・ホルモテロール：ドライパウダー吸入式喘息・COPD治療配合剤（2019年7月31日）
- 日医工へ移管
  - グラマリール - チアプリド：（2020年1月1日、提携：SANOFI）
  - プリンペラン - メトクロプラミド：消化器機能異常治療剤（2020年1月1日、提携：SANOFI）
  - ドグマチール - スルピリド：精神・情動安定剤（2020年10月1日、提携：SANOFI）
- 日本ベーリンガーインゲルハイムへ移管
  - ミカルディス - テルミサルタン：胆汁排泄型持続性AT1ブロッカー（2020年4月1日）
  - ミカムロ - テルミサルタン・アムロジピン：胆汁排泄型持続性AT1ブロッカー/持続性Ca拮抗薬合剤（2020年4月1日）
  - ミコンビ - テルミサルタン・ヒドロクロロサイアザイド：胆汁排泄型持続性AT1ブロッカー利尿薬合剤（2020年4月1日）
  - ミカトリオ - テルミサルタン・アムロジピン・ヒドロクロロサイアザイド：胆汁排泄型持続性AT1ブロッカー/持続性Ca拮抗薬/利尿薬合剤（2020年4月1日）
- ゼリア新薬工業へ移管
  - アコファイド - アコチアミド：機能性ディスペプシア治療剤（2021年4月1日）

## 不祥事・諸問題
- 2016年6月 - 英国製薬産業協会（ABPI）は、アステラス製薬が「意図的に処方薬コード実務機構（PMCPA）を錯誤させた」との訴えを受け、英国内で1年間の営業停止処分を下した[11]。特に「真正諮問委員会」と説明した会議の性質を明確にしなかったことが問題とされた[12]。
- 2017年5月 - ABPIはアステラス製薬が看護師の監督と訓練を適切に行わず、医薬品の処方情報を完全に提供ていなかったことを把握して、営業停止をさらに12か月延長した[13]。また、6月には、8種類の製品について、「重篤副作用や一般的副作用、警告、予防措置に関する必要な処方情報が含まれていない大量の宣伝資料を作成し、何年ものあいだ使用した」として懲戒処分を受けた[12]。

- 2018年12月 - PMCPAは、アステラス製薬が英国の病院の上級臨床医に「研究資金を不適切に与え」て投薬手順を採用させ、芳しくない臨床結果を齎して、3年も経ないうちに病院がその手順を放棄せざるを得なくなったという訴えを受け、調査を行った [14] 。この報告書は、アステラス製薬が調査員に十分かつ即時的な情報を提供しなかったことについて懲戒した。

- 2019年4月 - アステラス製薬は、メディケア・コペイ基金を通じ、キックバック（英語版）提供を共謀した疑惑を受け、米国司法省に1億ドルを支払うことに同意した[15]。
- 2021年9月14日 - 筋力が低下する難病向けに開発中の遺伝子治療薬について、臨床試験で投与した患者1人が亡くなったと発表[16]。アメリカ食品医薬品局は治験の中断を要請した。
- 2021年12月24日 - 中央労働基準監督署はアステラス製薬の30代社員が自殺したのは業務による心理的負荷が原因だったと労災認定した[17]。
- 2023年3月26日 - アステラスの広報担当者が共同通信の取材に対し、中国の現地法人幹部を務める50代の日本人男性が中国当局に反スパイ法などの疑いで拘束されていたことが明らかとなった[18]。2025年7月16日、北京市第2中級人民法院が男性に懲役3年6月の判決を言い渡した[19]。男性は上訴せず判決が確定した[20]。

## 社会との関わり

### 投資先会社
- CAC Holdings
- ほくやく・竹山ホールディングス

### テレビCM出演者
- 徳光和夫 - 悪玉コレステロール啓発キャンペーン（ファイザーとの共同）
- 瀧本美織 - 同上
- 野際陽子 - 過活動膀胱啓発キャンペーン
- 藤田弓子 - 同上
- 中村ゆり - 過敏性腸症候群啓発キャンペーン
- 中村靖日 - 同上
- 須永慶 - 同上
- 夏八木勲 - 「120文字のアステラス」（朗読・ナレーション）
- 長塚圭史 - 同上
- 安藤サクラ - 同上

### テレビ
2018年4月現在
- 無し。

過去
- からだ元気科（日本テレビ系列）：2005年4月1日に山之内製薬と藤沢薬品が合併
- 報道ステーション（テレビ朝日系列）：2007年3月26日付けで降板したが2007年10月3日より復帰。2009年3月末で降板。
- 日曜洋画劇場（テレビ朝日系列）：2007年3月25日付けで降板。
- 人生の楽園（テレビ朝日系列）
- 新報道プレミアA（フジテレビ・関西テレビ）：2007年10月7日より提供。

（かつて旧藤沢薬品工業時代に『EZ!TV』の番組スポンサーだった縁で新規に提供へついたと見られる。）
- 報道特集NEXT（TBS）:2008年10月4日より提供、2009年3月28日付けで降板。
- 情報7days ニュースキャスター（TBS系列）：2009年4月11日より提供。隔週で前半・後半入れ替え。2009年9月末で降板。
- NEWS23（TBS系列）:2009年10月より隔日で提供。2013年3月末で降板。
- また、世界陸上大阪大会開催中にはTBS系列・BS-i（現在はBS-TBS）にて集中的にコマーシャルが放映された。

（報道ステーションの提供を降りていた時期と重複している。）
- TheサンデーNEXT（日本テレビ）
- Letters 〜感謝の手紙〜（テレビ東京）：一社提供番組。
- チャージ730!（テレビ東京）：2015年4月のみ。
- 日経スペシャル ガイアの夜明け（テレビ東京）：2015年10月より2016年3月まで。
- 報道特集（TBS）：2016年10月7日より2017年3月25日まで。

### ラジオ
現在
- 無し

過去
- アステラス製薬 明日も元気!（TBSラジオ・SBSラジオ・CBCラジオ）
- アステラス製薬 健やかライフ（ABCラジオ・RSKラジオ）
- アステラス製薬 presents 前立腺がんとむきあう、がんの学校（TBSラジオ）